# Another Summer
Another Summer（アナザー・サマー）es el cuarto álbum de estudio de Kiyotaka Sugiyama & Omega Tribe. Fue publicado el 1 de julio de 1985 a través de VAP.

## Promoción
«Futari no Natsu Monogatari ~Never Ending Summer» fue publicado el 6 de marzo de 1985 como el único sencillo del álbum, y debutó en el puesto número 20 durante la semana del 23 de marzo de 1985. «Futari no Natsu Monogatari ~Never Ending Summer» se convirtió en el mayor éxito de la banda, vendiendo aproximadamente 367.000 copias, y alcanzando la posición número 4 en las listas de Oricon.

## Rendimiento comercial
Another Summer alcanzó el puesto número 1 en las listas semanales de álbumes de Oricon durante cuatro semanas consecutivas. La versión de LP estuvo en la lista durante 16 semanas; la versión en casete también alcanzó el número 1 y estuvo en la lista durante 17 semanas, vendiendo 493,000 copias.  El álbum permaneció en el puesto número 14 en las listas anuales de álbumes de Oricon en 1985.

## Lista de canciones
| Lado uno |                                                                                          |                 |                   |             |          |  |
| N.º      | Título                                                                                   | Letras          | Música            | Arreglos    | Duración |  |
| 1.       | «Route 134»                                                                              | Masako Arikawa  | Tetsuji Hayashi   | Hayashi     | 5:27     |  |
| 2.       | «Dear Breeze»                                                                            | Yasushi Akimoto | Hayashi           | Hayashi     | 4:01     |  |
| 3.       | «Futari no Natsu Monogatari ~Never Ending Summer» (ふたりの夏物語 〜NEVER ENDING SUMMER) | Chinfa Kan      | Hayashi           | Hayashi     | 3:59     |  |
| 4.       | «Toi Hitomi» (遠い瞳)                                                                    | Arikawa         | Kiyotaka Sugiyama | Ken Shiguma | 4:39     |  |

| Lado dos |                                                       |             |                      |                   |          |  |
| N.º      | Título                                                | Letras      | Música               | Arreglos          | Duración |  |
| 1.       | «Scramble Cross»                                      | Kumiko Aoki | Toshitsugu Nishihara | Shiguma           | 4:29     |  |
| 2.       | «Mayonaka No Screen Board» (真夜中のスクリーンボード) | Akimoto     | Sugiyama             | Makoto Matsushita | 4:34     |  |
| 3.       | «Ai No Shinkiro» (愛の蜃気楼)                         | Akimoto     | Hayashi              | Hayashi           | 3:40     |  |
| 4.       | «You're a Lady, I'm a Man» (con RAJIE)                | Aoki        | Hayashi              | Hayashi           | 3:43     |  |
| 5.       | «The End of the River»                                | Arikawa     | Shinji Takashima     | Matsushita        | 5:09     |  |

## Créditos y personal
Créditos adaptados desde las notas de álbum de Another Summer.
Kiyotaka Sugiyama & Omega Tribe
- Kiyotaka Sugiyama – voz principal y coros
- Shinji Takashima – guitarra, coros
- Toshitsugu Nishihara – teclados, coros
- Takao Oshima – guitarra bajo, coros
- Keiichi Hiroishi – batería, percusión

Personal técnico
- Koichi Fujita – productor
- Shigeru Matsuhashi  – director
- Ken Shiguma – director
- Tetsuji Hayashi – supervisor
- Kunihiko “Jr.” Shimizu – grabación, mezclas
- Jun Wakao – overdubbing
- Tatsuo Sekine – overdubbing
- Koichi Hirase – overdubbing
- Hiroshi Fujita – overdubbing
- Mizuo "Hip" Miura  – segundo ingeniero
- Yoshiaki Matsuoka – segundo ingeniero
- Satoshi Yoshii – segundo ingeniero
- Junichi Fujimori – segundo ingeniero
- Osamu Shimoju – ingeniero de corte
- Katsuhiko Endo – productor ejecutivo
- Atsushi Kitamura – productor ejecutivo

Diseño
- Jushi Watanabe – contraportada, fotografía interior
- Takeharu Tanaka – diseño de portada
- Rikako Furuya – diseño de portada
- Satoshi Ohno – estilista
- Tamame Kajiwara – estilista

## Posicionamiento

### Gráfica semanal
| Gráfica (1985)              | Pico de posición |
| --------------------------- | ---------------- |
| Japón (Oricon Albums Chart) | 1                |

### Gráfica de fin de año
| Gráfica (1985)              | Pico de posición |
| --------------------------- | ---------------- |
| Japón (Oricon Albums Chart) | 14               |